# Јабуково сирће (ТВ серија)
Јабуково сирће (енгл. Apple Cider Vinegar) аустралијска је телевизијска серија коју је створила Саманта Штраус за Netflix. Темељи се на роману Жена која је преварила свет који су написали Бо Донели и Ник Тоскано по истинитој причи. Глумачку поставу предводе Кејтлин Девер као Бел Гибсон и Алиша Дебнам Кери као Мила Блејк, које преко својих друштвених мрежа промовишу алтернативну медицину. Бел заварава своје пратиоце и свет лажном дијагнозом рака, док Мила убеђује своју мајку да јој се придружи у избегавању научно-прописаног лечења.

## Радња
Две младе жене рекламирају алтернативне лекове за смртоносне болести. Док нехотице и намерно варају читав свет, животи им се почну измицати контроли.

## Улоге
| Глумац            | Улога          |
| ----------------- | -------------- |
| Кејтлин Девер     | Бел Гибсон     |
| Алиша Дебнам Кери | Мила Блејк     |
| Аиша Ди           | Шанел          |
| Тилда Кобам Херви | Луси           |
| Марк Коулс Смит   | Џастин Гатри   |
| Ешли Зукерман     | Клајв          |
| Финикс Рај        | Хек            |
| Сузи Портер       | Тамара         |
| Метју Нејбл       | Џо             |
| Кетрин Маклементс | Џули           |
| Еси Дејвис        | Натали         |
| Чај Ромруен       | Арло           |
| Ричард Дејвис     | Шон            |
| Киран Дарси Смит  | Ендру Дал Бело |
| Дорис Јунејн      | др Чидијак     |
| Сибила Бад        | Тара Браун     |
| Џереми Станфорд   | др Волш        |
| Кејт Листер       | Џордан         |

## Епизоде
| Бр. еп. | Наслов | Редитељ     | Сценариста      | Премијера        |
| ------- | ------ | ----------- | --------------- | ---------------- |
| 1       |        | Џефри Вокер | Саманта Штраус  | 6. фебруар 2025. |
| 2       |        | Џефри Вокер | Саманта Штраус  | 6. фебруар 2025. |
| 3       |        | Џефри Вокер | Саманта Штраус  | 6. фебруар 2025. |
| 4       |        | Џефри Вокер | Анја Бејерсдорф | 6. фебруар 2025. |
| 5       |        | Џефри Вокер | Анџела Бецијен  | 6. фебруар 2025. |
| 6       |        | Џефри Вокер | Саманта Штраус  | 6. фебруар 2025. |